# Påskeøen
Påskeøen (på det lokale sprog Rapa Nui, på spansk Isla de Pascua) er en ø beliggende i det sydlige Stillehav, (27o 09' syd og 109o 26' vest) vest og en anelse mod nord for Santiago i Chile. Øen er en del af den chilenske region Valparaíso. Påskeøen har en omtrent trekantet form (166,6 km²) og blev dannet for adskillige hundrede tusinder af år siden af tre vulkaner: den østlige Poike, den sydvestlige Rano Kau og den nordlige Terevaka. Påskeøen er en af de mest isolerede øer i verden. Øen ligger omkring 4.200 km fra Tahiti, 3.600 km fra Chile, 3.600 km fra Marquesas Islands, Den eneste beboede ø, der er nærmere end de nævnte er Pitcairn. Den ligger 2.200 km mod NV.
Påskeøen er berømt for sine mange forhistoriske stenstatuer, kaldet moai, langs kystlinjerne. Statuerne blev rejst af de Polynesiere, der for 1.200-1.500 år siden opdagede og befolkede øen. Befolkningstallet er i dag omkring 7.000.[kilde mangler] Øens navn skyldes, at den blev genopdaget af den hollandske opdagelsesrejsende Jacob Roggeveen, påskedag den 5. april 1722.

## Historie
Ifølge en legende gik høvding Hotu Matua og hans følge i land ved Anakena for mere end 1.500 år siden. Videnskabelige undersøgelser har påvist menneskelig aktivitet på øen 1.200 år tilbage (skovrydninger). Det var sandsynligvis polynesiere fra øerne Mangareva, Pitcairn og Henderson, der befolkede øen i kanoer omkring år 1.100. Nordmanden Thor Heyerdahl, der forskede på øen i årene 1955-56, mente at migrationen kunne være kommet fra Sydamerika. Det er siden blevet fejet af bordet som fantasi af mange videnskabsfolk, men DNA-undersøgelser i dette årtusind viser at oprindelige folk fra det nordlige Sydamerika er indgiftet med polynesierne. Det er nok sket før Rapa Nui blev befolket, og mest sandsynligt ved en fortsat polynesisk opdagelsesrejse østpå.

## Stenstatuer
For ca. 500 år siden blev de omkring 600 store moai'er rejst. Der er mange teorier om formålet med dem, og den mest udbredte teori er, at de blev rejst til ære for indbyggernes forfædre eller vigtige levende personer.
Statuerne blev fremstillet ved, at man fandt en klippevæg af samme længde som statuen, hvorefter man tegnede statuen liggende på ryggen på klippen. Dernæst huggede man moai'en ud med hårde sten, og senere rettede man ryggen til og huggede toppen flad, så der var plads til en rød paryk. Man lavede øjenhuler, så man senere kunne isætte hvide koraller i som øjne.
Statuen blev efter udhugning transporteret til sit bestemmelsessted. Metoden herfor kendes dog fortsat ikke. Det vurderes at arbejdet med at flytte statuen, har været mere omfattende end selve arbejdet med at hugge den. Omkring 25 % nåede deres endelige destination og blev rejst på en au (platform). De resterende 75 % er enten gået tabt undervejs eller er aldrig blevet transporteret væk fra pladsen hvor de blev hugget.

## Rongorongo
Påskeøen havde engang et skriftsprog kaldet rongorongo. Hieroglyfferne inkluderede piktogrammer og geometriske former teksten blev indridset i trætavler i omvendt bustrofedon. Det blev først beskrevet af en fransk missionær, Eugène Eyraud, i 1864. På dette tidspunkt kunne adskillige øboere forstå skriftsproget, men ifølge traditionen var det kun overklassen og præsterne der kunne læse og skrive. Ingen af dem overlevede slavetogter og efterfølgende epidemier. På trods af utallige forsøg, så er de bevarede tekstbidder ikke blevet dechifreret, og uden en oversættelse er det ikke sikkert, at det har været et egentligt skriftsprog. En del af problemet er, at kun et mindre antal eksempler på sproget er bevaret; kun to dusin tekster, hvoraf ingen i dag befinder sig på Påskeøen.